# Sundern (Halver)
Sundern ist ein Ortsteil von Halver im Märkischen Kreis im Regierungsbezirk Arnsberg in Nordrhein-Westfalen (Deutschland).

## Lage und Beschreibung
Sundern liegt im Norden Halvers an der Landesstraße L528 auf 433 Meter über Normalnull auf der Wasserscheide zwischen den Flusssystemen der Ennepe und der Volme. Die Nachbarorte sind Krause Buche, Neuenvahlefeld, Edelkirchen, Magdheide, Rothenbruch, Obervahlefeld und Vahlefelderheide.

## Geschichte
Sundern wurde erstmals 1818 urkundlich erwähnt und entstand vermutlich um 1800 als Abspliss von Edelkirchen.
1818 lebten fünf Einwohner in Sundern. Laut der Ortschafts- und Entfernungs-Tabelle des Regierungs-Bezirks Arnsberg wurde der Ort unter dem Namen Sondern als Kotten kategorisiert und besaß 1838 eine Einwohnerzahl von zwei, beide evangelischen Glaubens. Der Ort gehörte zu dieser Zeit der Kamscheider Bauerschaft innerhalb der Bürgermeisterei Halver an und besaß ein Wohnhaus.
Das Gemeindelexikon für die Provinz Westfalen von 1887 gibt für Sundern eine Zahl von neun Einwohnern an, die in einem Wohnhaus lebten.
Seit dem Frühmittelalter (nach anderen Angaben seit frühgeschichtlicher Zeit) befand sich bei Sundern eine bedeutende Altstraße, der Handels-, Pilger- und Heerweg zwischen Hagen und Siegen, die heutige Landesstraße 528.